# Xaixais
Xaixais (Xaihais, Haihais, Haehaes; China Hat, naziv kod Swantona), jedno od plemena Kwakiutl Indijanaca, uže grupe Bella Bella, nastanjeno na području Tolmie Channel i Mussel Inleta u kanadskoj provinciji Britanska Kolumbija. Xaixais danas žive ujedinjeni s plemenom Kitasoo, stranim plemenom iz grupe Tsimshian, porijeklom s Kitasu Baya. Ova suvremena zajednica danas broji oko 400 duša a organizirani su u 4 klana: Gaanhaanda (Raven; Gavran), Gispudwada (Killer Whale; Kit ubojica), Laxgeek (Eagle; Orao) i Laxgibu (Wolf; Vuk). Glavno naselje im je Klemdulxk (Klemtu). 

## Vanjske poveznice
- Bellabella Indians of Canada
- About Klemtu  Arhivirana inačica izvorne stranice od 27. siječnja 2008. (Wayback Machine)